# 韦特伊
韦特伊（法語：Vétheuil，法語發音：[vetœj] ⓘ）是法国法兰西岛大区瓦兹河谷省的一个市镇，属于蓬图瓦兹区。

## 地理
韦特伊（49°3'50"N, 1°42'11"E）面积4.3 平方千米，位于法国法蘭西島大區瓦兹河谷省，该省份为法国北部内陆省份，北起瓦兹省，西接厄尔省，南至塞纳-圣但尼省、上塞纳省和伊夫林省，东临塞纳-马恩省。
与韦特伊接壤的市镇（或旧市镇、城区）包括：谢朗斯、福兰维尔-代讷蒙、穆瓦松、圣马丹拉加雷讷、欧特伊勒、圣西尔昂纳尔蒂、维埃纳昂纳尔蒂、维莱昂纳尔蒂。

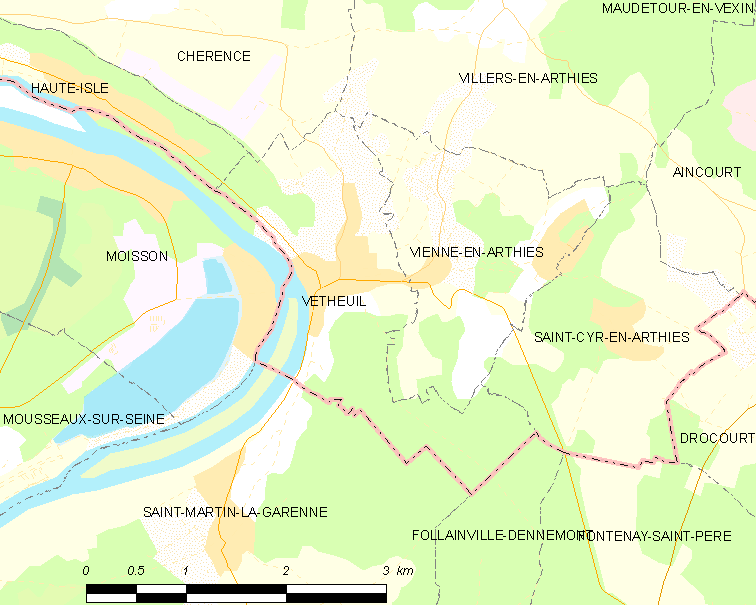
韦特伊的OSM定位图

韦特伊的时区为UTC+01:00、UTC+02:00（夏令时）。

## 行政
韦特伊的邮政编码为95510，INSEE市镇编码为95651。

## 政治
韦特伊所属的省级选区为沃雷阿勒县。

## 人口

1962-2008年间韦特伊人口变化图示

韦特伊于2022年1月1日时的人口数量为867人。